# میدلکرک
شهر میدلکرک (به فرانسوی: Middelkerke) در شهرستان اوستان در استان فلاندری غربی در منطقه فلاندری در کشور بلژیک واقع شده‌است.